# Soplete (uso culinario)

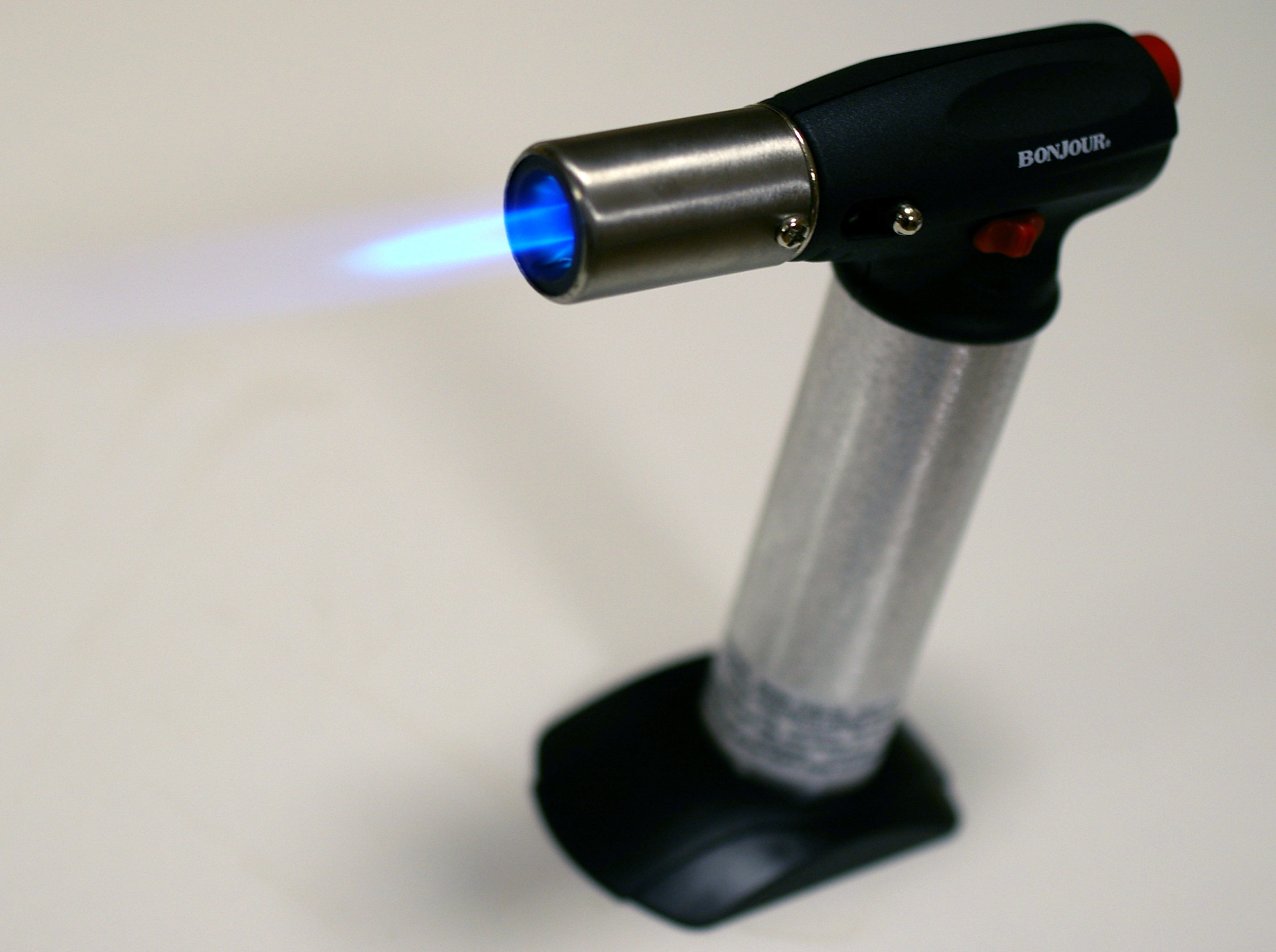
Un pequeño soplete fabricado para uso culinario

Un soplete de uso culinario es una herramienta que crea una llama muy caliente empleando butano, un gas combustible. A veces también se usan otros gases como propano. 
Los sopletes de butano pueden alcanzar temperaturas hasta de 1700 K (1430 ºC o 2000 ºF). Esta temperatura es suficientemente alta para fundir muchos metales comunes como aluminio y cobre, y también para vaporizar muchos compuestos orgánicos.

## Aplicaciones

### Culinarias

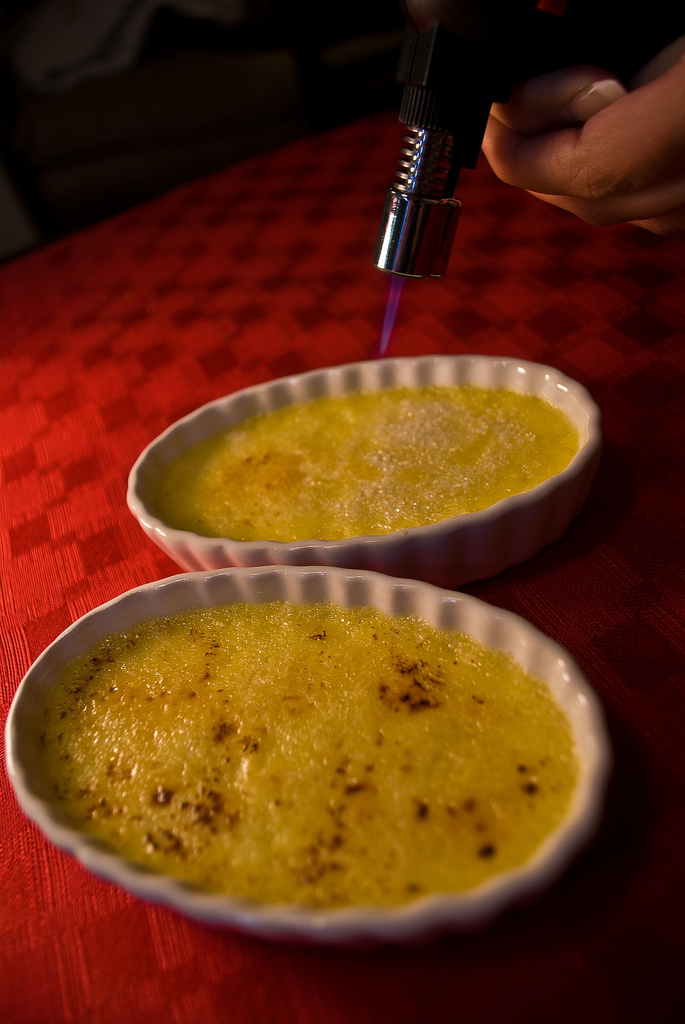
Uso de un soplete para caramelizar una crème brûlée

Los sopletes de butano se usan frecuentemente como utensilios de cocina para al cocinar caramelizar azúcar, por ejemplo al elaborar creme brulee. Se pueden comercializar como sopletes de cocina, sopletes para cocinar o sopletes culinarios. El uso del soplete de butano en la cocina no se limita a caramelizar azúcar ya que también puede utilizarse para fundir o dorar coberturas en casseroles o sopas, queso, rostizar o quemar vegetales tales como el pimiento, etc.

### Puros
Los sopletes de butano compactos se usan como encendedores para puros, aprovechando la intensidad de la llama para encender rápida y uniformemente la grande y relativamente húmeda superficie combustible del puro.

### Uso de drogas
Los sopletes de butano se utilizan en ocasiones para vaporizar base libre de cocaína, metanfetaminas o aceite de hachís para inhalarlo.

### Otros
Su uso incluye el trabajo de metal y vidrio, para lo que pueden utilizarse boquillas especializadas. Los sopletes de butano las han implementado recientemente en horticultura en el arte del bonsái, empleándose en detalles de madera seca para oxidar rápidamente la madera y dar una apariencia antigua.